# Pferdetransporter

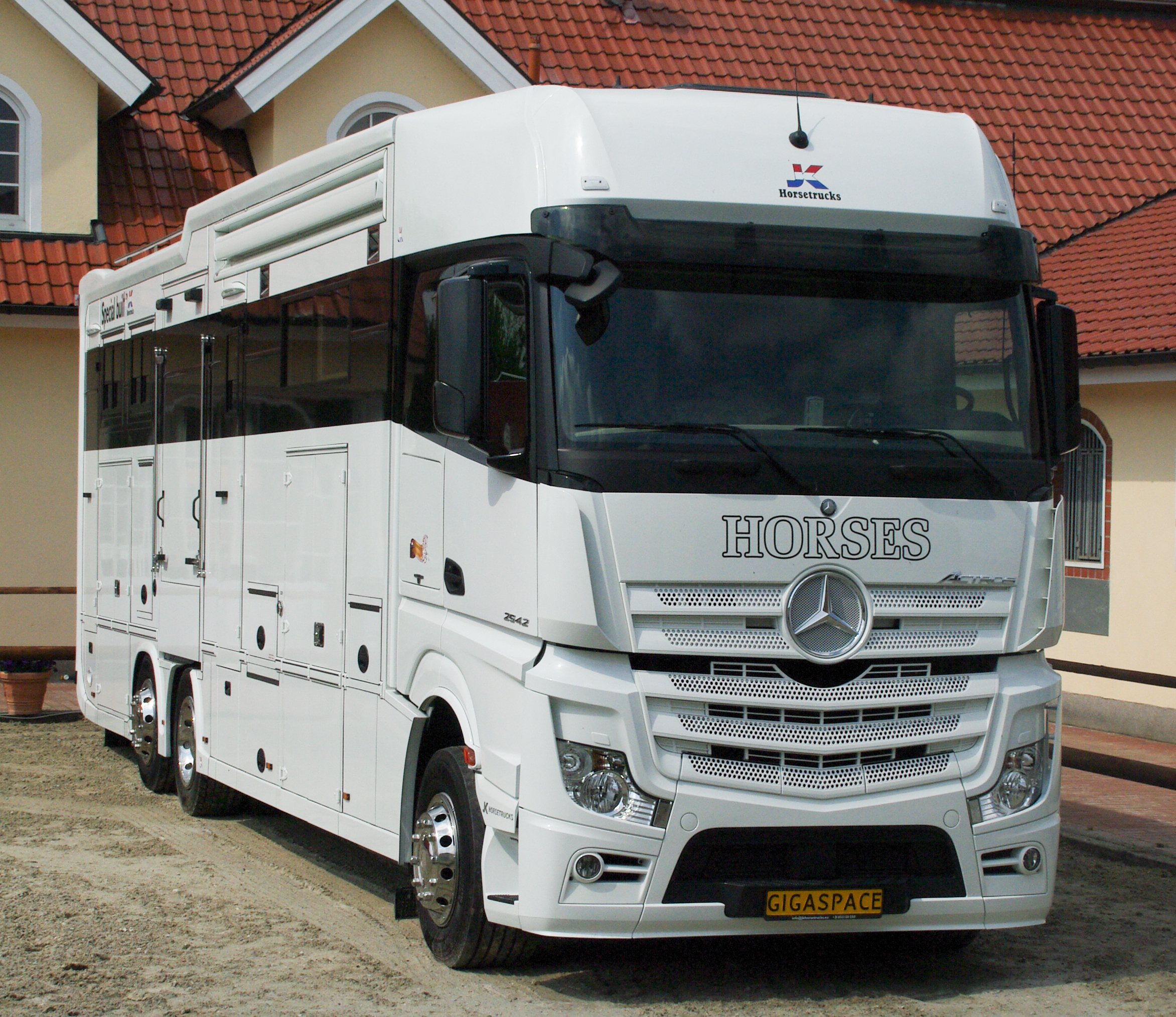
Pferdetransporter

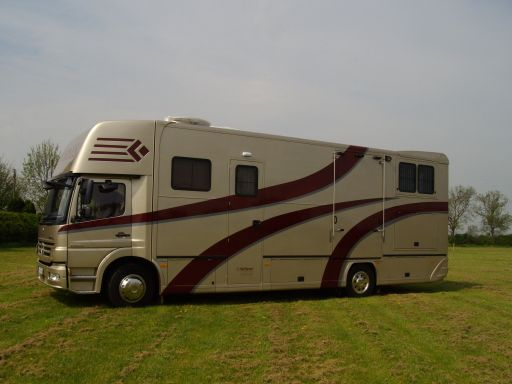
Pferdetransporter auf LKW-Fahrgestell mit Wohnung

Der Pferdetransporter ist meistens ein als Sonderkraftfahrzeug zugelassener LKW mit einem Aufbau, der speziell für den Pferdetransport vorgesehen ist und oft über ein Wohnabteil verfügt. Durch die Zulassung als Sonder-Kfz ist er vom Sonntagsfahrverbot ausgenommen.

## Bauarten / Ausstattung

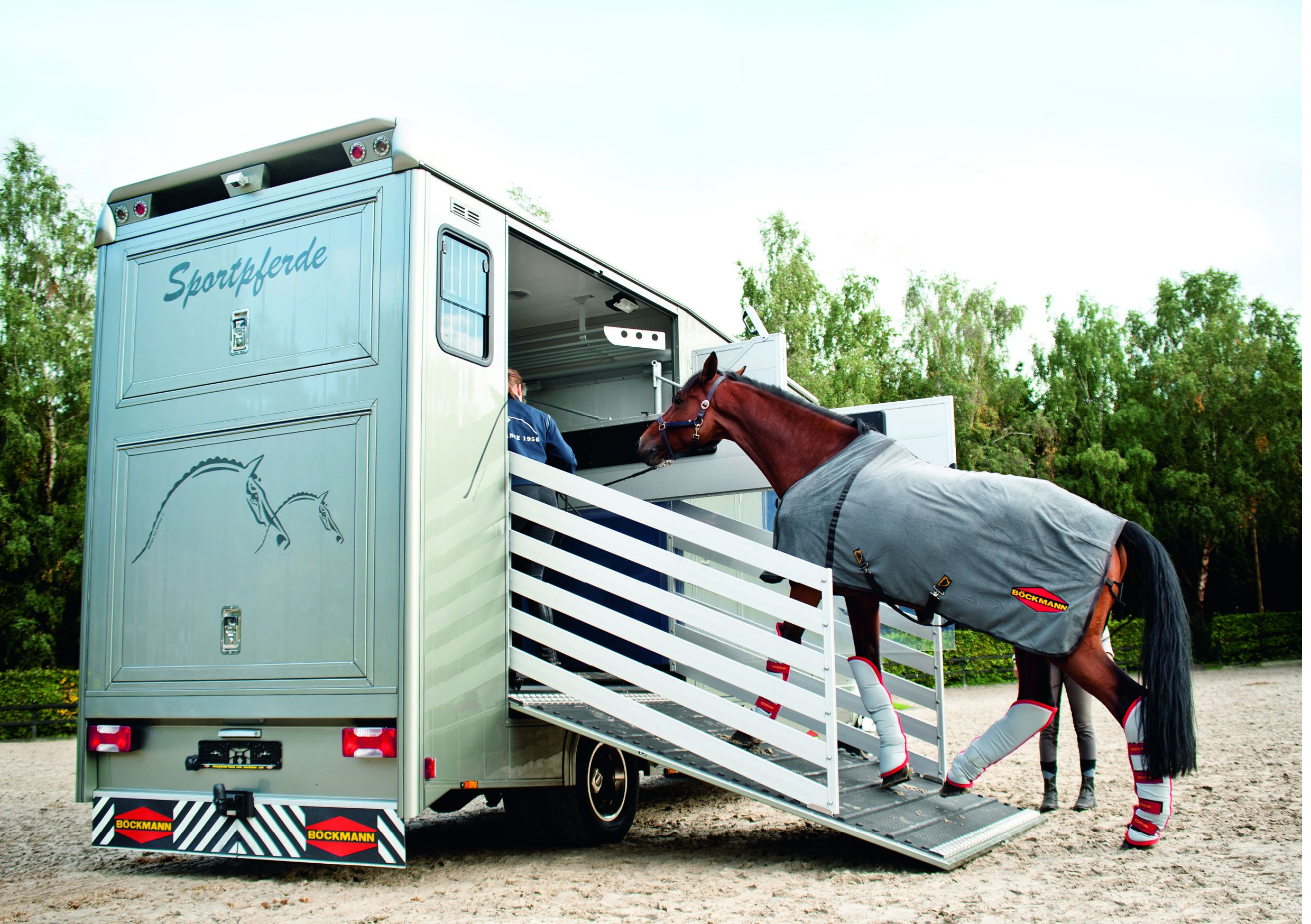
Verladen eines Pferdes über die seitliche Rampe

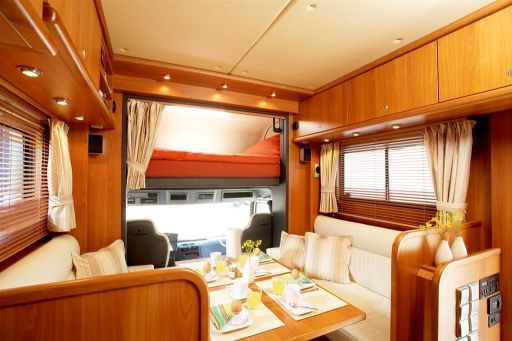
Wohnabteil in einem modernen Pferdetransporter

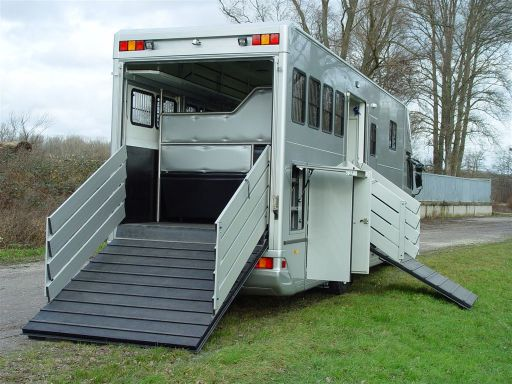
Verstaumöglichkeiten eines Pferdetransporters

### Pferdeabteil
Pferdetransporter gibt es für zwei bis neun Pferde. Es gibt verschiedene Varianten zur Aufstellung der Pferde. Bei größeren Transportern stehen die Pferde üblicherweise schräg zur Fahrtrichtung (diagonal). Die einzelnen Plätze sind durch klappbare und verschiebbare Trennwände aus rostfreiem Material und eventuell durch Kopfgitter getrennt. Ebenfalls üblich sind Varianten, in denen drei Pferde nebeneinander in oder entgegen der Fahrtrichtung stehen. Für Vier-Pferde-Lkw bis 7,5 Tonnen gibt es die Kombinationen: Drei Pferde stehen in oder rückwärts zur Fahrtrichtung, ein viertes quer zur Fahrtrichtung davor oder 4 Pferde diagonal.
Die Laderampen (Ladeklappen) befinden sich entweder am Heck oder seitlich am Fahrzeug auf der Beifahrerseite. Die Rampen sind durch Seitengitter gesichert, da sie steiler und breiter als die Rampe von Pferdeanhängern sind. Die Ladeklappen am Pferdetransporter sind mit Lkw-Schnappverschlüssen verriegelt und abschließbar. Der Boden im Pferdeabteil ist aus rutschfestem Gummi und wasserdicht versiegelt, damit kein Pferdeurin zwischen Boden und Aufbau gelangt.
Im Pferdeabteil sorgt eine Belüftung dafür, dass die von den Pferden ausgesonderte Feuchtigkeit abziehen kann. Üblich hierfür sind Dachklappen, Fenster oder Ventile. Größere Transporter sind häufig mit elektro-mechanischen Ventilationseinrichtungen ausgestattet.
Für den Einsatz in extremen Klimabedingungen werden auch LKW mit entsprechenden Klimaanlagen ausgestattet.

### Wohnabteil
Pferdetransporter gibt es sowohl mit als auch ohne separates Wohnabteil. Die in ihrer Ausstattung Wohnmobilen ähnelnden Schlaf- oder Wohnabteile schränken speziell bei den Gewichtsklassen bis 3,5 und bis 7,5 Tonnen zulässiges Gesamtgewicht die Anzahl der Pferde, die transportiert werden können, ein.
Die Wohnräume moderner großer Transporter sind oft sehr individuell und luxuriös eingerichtet. Nicht wenige verfügen über einen seitlich ausfahrbaren Erker (sogenannter Pop-out), ein nach oben ausfahrbares Dach (sogenanntes Pop-up oder Push-up), eine vollausgestattete Küche, ein gefliestes Bad (teils mit Fußbodenheizung) und ein Wohnzimmer mit Ledersitzgruppe, Flachbildfernseher und Stereoanlage inklusive Dolby-Surround-System.

### Zusätzliche Ausstattung
Sattel- und Futterkammern sowie Sattelschränke mit Winden oder Hubvorrichtungen ergänzen die Ausstattung. In der Regel liegen diese in den Staubereichen unter der Ladefläche. Zur besseren Versorgung der Pferde verfügen die meisten Transporter über Tanks für Trinkwasser. Transporter, die von Kutschfahrern benutzt werden, haben anstelle des Wohnabteiles einen Stellplatz für Kutschen eingebaut.

## Gewichtsklassen
Pferdetransporter gibt es für zwei bis neun Pferde mit jeweils sehr unterschiedlichen Aufbauten und im Wesentlichen in vier Gewichtsklassen: bis 3,5 Tonnen zulässiges Gesamtgewicht (fahrbar mit einer Fahrerlaubnis der Klasse B oder der alten Klasse 3), bis 7,5 Tonnen (Führerscheinklasse C1 oder die alte Klasse 3), 12 bis 18 Tonnen sowie bis maximal 26 Tonnen (jeweils fahrbar mit der Führerscheinklasse C oder der alten Klasse 2).